# Савченко Владислав Володимирович
Владислав Володимирович Савченко (нар. 15 листопада 1982, Павлоград, Дніпропетровська область, УРСР) — український футболіст, півзахисник клубу «Мир».

## Життєпис
Вихованець дніпропетровського ДВУФК, за який з 1998 по 2001 рік провів 45 матчів і забив 5 м'ячів у чемпіонаті ДЮФЛ. З 2004 по 2006 рік виступав у турнірах АФУ за «Будівельник-ВВ» з Дніпропетровська, в тому числі провів 29 зустрічей і забив 2 м'ячі в чемпіонаті і 2 поєдинки у Кубку України. У 2007 році грав на аматорському рівні в турнірах міста Дніпропетровська за місцеву «Вікторію» (15 матчів у чемпіонаті та 2 матчі й 2 голи у Кубку) і в чемпіонаті Дніпропетровської області за «Титан» з Вільногірська (6 матчів, 1 гол).
На початку 2008 року перейшов у молдавський клуб «Ністру» (Атаки), в складі якого дебютував у професійному футболі, зігравши 26 матчів і забивши 3 м'ячі в Національному дивізіоні, ставши бронзовим призером чемпіонату Молдови сезону 2007/08 років і провівши 2 поєдинки у першому кваліфікаційному раунді Кубку УЄФА сезону 2008/09 років проти берлінської «Герти».
На початку 2009 року перейшов у «Фенікс-Іллічовець», за який зіграв 11 зустрічей у Першій лізі, після чого влітку поповнив ряди хмельницького «Динамо», у складі якого провів 8 матчів у Другій лізі. З 2010 по 2011 рік у складі горностаївського «Миру» виступав у чемпіонаті (20 матчів, 5 голів) та Кубку ААФУ (8 матчів, 2 голи), чемпіонаті (3 матчі) і Кубку (3 матчі, 1 гол) Херсонської області, а потім до кінця 2013 року у Другій лізі, де в 70 матчах відзначився 16 забитими м'ячами, ще 3 матчі провів у Кубку України. Окрім цього, в 2010 році взяв участь в 3 поєдинках команди в першому та єдиному розіграші Кубка української ліги.
У 2014 році грав за клуб «Агрофірму П'ятихатську», провів 5 матчів і забив 1 м'яч у чемпіонаті ААФУ, 1 зустріч зіграв у Кубку ААФУ і вийшов на поле в 1 поєдинку чемпіонату Кіровоградської області. Потім у жовтні 2014 повернувся в «Мир».

## Досягнення
- Національний дивізіон Молдови
  -  Бронзовий призер (1): 2007/08

## Статистика
Станом на 23 листопада 2015
| Клуб                     | Ліга                  | Сезон   | Чемпіонат | Чемпіонат | Кубок | Кубок | Інше  | Інше |
| Клуб                     | Ліга                  | Сезон   | Матчі     | Голи      | Матчі | Голи  | Матчі | Голи |
| ------------------------ | --------------------- | ------- | --------- | --------- | ----- | ----- | ----- | ---- |
| «Ністру» (Атаки)         | Національний дивізіон | 2007/08 | 9         | 1         |       |       |       |      |
| «Ністру» (Атаки)         | Національний дивізіон | 2008/09 | 17        | 2         |       |       | 2     | 0    |
| «Фенікс-Іллічовець»      | Перша ліга            | 2008/09 | 11        | 0         |       |       |       |      |
| «Динамо» (Хмельницький)  | Друга ліга            | 2009/10 | 8         | 0         |       |       |       |      |
| «Мир»                    | ААФУ                  | 2010    | 11        | 2         |       |       | 3     | 0    |
| «Мир»                    | ААФУ                  | 2011    | 9         | 3         |       |       |       |      |
| «Мир»                    | Друга ліга            | 2011/12 | 18        | 6         | 1     | 0     |       |      |
| «Мир»                    | Друга ліга            | 2012/13 | 30        | 8         |       |       |       |      |
| «Мир»                    | Друга ліга            | 2013/14 | 22        | 2         | 2     | 0     |       |      |
| «Агрофірма П'ятихатська» | ААФУ                  | 2014    | 5         | 1         | 1     | 0     |       |      |
| «Мир»                    | ААФУ                  | 2014    |           |           | 4     | 0     |       |      |
| «Мир»                    | ААФУ                  | 2015    | 2         | 0         |       |       |       |      |
| «Мир»                    | Друга ліга            | 2015/16 | 14        | 5         | 2     | 0     |       |      |

1. 1 2  Перший кваліфікаційний раунд Кубка УЄФА.
2. 1 2  Кубок української ліги.